# Тритузна
Триту́зна — річка в Україні, в межах Дніпровського району Дніпропетровської області. Права притока річки Мокра Сура (басейн річки Дніпро).

## Опис
Довжина 30 км, площа водозбірного басейну 289 км². Похил річки 2,4 м/км. Річище помірно звивисте, на окремих ділянках улітку пересихає. Споруджено кілька ставків. Використовується на сільськогосподарські потреби.

## Розташування
Тритузна має виток біля села Григорівка. Тече переважно на північ. Впадає до Мокрої Сури на захід від села Аполлонівка.

## Притоки
- Балка Червинська, Балка Тритузна, Балка Дідова, Суха Сура (праві).

Над Тритузною розташовані села: Григорівка і Тритузне.